# Geroprotector
Un geroprotector es un agente terapéutico que pretende afectar la causa raíz del envejecimiento y las enfermedades relacionadas con la edad, y por lo tanto prolongar el tiempo de vida de los animales. Algunos posibles geroprotectores incluyen a la melatonina, carnosina y metformina.